# Arpavon
Arpavon är en kommun i departementet Drôme i regionen Auvergne-Rhône-Alpes i sydöstra Frankrike. Kommunen ligger i kantonen Nyons som tillhör arrondissementet Nyons. År 2022 hade Arpavon 73 invånare.

## Befolkningsutveckling
Antalet invånare i kommunen Arpavon
Referens:INSEE